# Kráter Araguainha
Kráter Araguainha nebo Dóm Araguainha (portugalsky Cratera de Araguainha nebo Domo de Araguainha) je impaktní kráter v Brazílii. Nachází se na území spolkových států Mato Grosso a Goiás a je pojmenován podle vesnice Araguainha. Je největším meteoritickým kráterem v Jižní Americe a má rozlohu 1 300 km². Kráter byl objeven v roce 1969, jeho meteoritický původ prokázal roku 1982 brazilský geolog Álvaro Penteado Crósta. Patří k lokalitám, které sleduje Mezinárodní unie geologických věd.  
Astroblém má průměr zhruba 40 km a protéká jím řeka Araguaia. Je dostupný automobilem z města Cuiabá. Jeho střed je vyvýšený a obklopují ho soustředné prstence, které přesahují okolní terén až o 150 metrů. Geologové předpokládají, že po svém vzniku v období permu měl kráter průměr 24 km a postupně se rozšířil vlivem eroze. V oblasti se nacházejí ropné břidlice, půda má také zvýšený obsah železa. 
K impaktu vesmírného tělesa došlo podle odhadů přibližně před 255 miliony let. Podle rekonstrukce se zde v té době nacházelo mělké moře, do něhož dopadl meteorit o průměru přibližně 4 km a rychlosti 15 km za sekundu. Náraz způsobil silná zemětřesení (až 9,9 stupně Richterovy škály), vlny tsunami a změny klimatu zaviněné skleníkovým efektem. Na povrch se dostala vrstva žuly z období ordoviku, pozůstatkem katastrofy jsou i četné brekcie v oblasti formace Furnas podél řeky Paraná. Pro své datování bývá událost dávána do souvislosti s permským vymíráním, avšak většina odborníků se shoduje, že náraz nebyl tak silný, aby mohl způsobit vyhynutí většiny druhů v celoplanetárním měřítku.